# Heteromysis odontops
Heteromysis odontops är en kräftdjursart som beskrevs av A. O. Walker 1898. Heteromysis odontops ingår i släktet Heteromysis och familjen Mysidae. Inga underarter finns listade i Catalogue of Life.